# Selz
Il Selz è un fiume che attraversa la Germania. Affluente da sinistra del Reno, ha una lunghezza complessiva di 63 chilometri.

## Geografia
La sorgente del fiume si trova nei pressi di Orbis, sulle Donnersberg. Dopo aver attraversato il circondario della Donnersbergkreis, il Selz segna il circondario Alzey-Worms. Negli ultimi sessanta chilometri del suo corso, attraversando Morschheim, Mauchenheim, Alzey, Alzey-Schafhausen, Framersheim (Weidas si getta nel Selz), Gau-Köngernheim, Gau-Odernheim, Bechtolsheim (Engelborner Brünnelche si getta nel Selz), Undenheim, 

Köngernheim (Goldbach si getta nel Selz), Selzen, Hahnheim, Sörgenloch, Nieder-Olm, Stadecken-Elsheim, Bubenheim, Schwabenheim an der Selz e Groß-Winternheim. Infine a Ingelheim am Rhein si getta nel Reno.
La Selz è in gran parte canalizzata mai non navigabile. La valle della Selz è famosa inoltre per i suoi vini, con la regione Rheinhessen.